# 5ª Divisione alpina “Pusteria”
Die 5ª Divisione alpina “Pusteria” (deutsch 5. Alpinidivision „Pusteria“) war ein militärischer Großverband des Königlich-Italienischen Heeres. Sie bestand zwischen 1935 und 1943 und wurde im Abessinienkrieg sowie im Zweiten Weltkrieg auf dem Balkan und in Südfrankreich eingesetzt.

## Divisionsgeschichte
Die Division wurde im Zuge der äthiopischen Gegenoffensive im Abessinienkrieg Ende Dezember 1935 in Bruneck aufgestellt. Der Namenszusatz Pusteria sollte in Anlehnung an das Pustertal (italienisch Val Pusteria) den Beitrag Südtirols unterstreichen, den das seit dem Ende des Ersten Weltkrieges zu Italien gehörende Land für den Aufbau des faschistischen Imperiums leiste. In Wirklichkeit war der Anteil der deutschsprachigen Soldaten aus Südtirol verschwindend gering.

### Abessinienkrieg
Anfang Januar 1936 wurde die Division eingeschifft und über den Suezkanal nach Ostafrika verlegt. Die ersten Truppenteile langten am 12. Januar in der Hafenstadt Massaua in der Kolonie Eritrea an. Das Alpini-Bataillon „Saluzzo“ befand sich bereits seit Beginn des Krieges im Oktober 1935 in Abessinien und war direkt dem Oberkommando Ostafrika (italienisch Comando Superiore A.O.) unterstellt. Ihre Feuertaufe erlebte die Division zwischen dem 10. und 15. Februar in der Region Tigray südlich von Macallè in der Schlacht von Endertà, bei der das 7. Alpini-Regiment den Amba Aradam (2756 m) eroberte. Um den äthiopischen Widerstand zu brechen, beschoss die italienische Artillerie die gegnerischen Stellungen unter anderem mit fast 1400 mit Giftgasgranaten. Die letzten Widerstandsnester wurden von den Alpini mit Flammenwerfern und Handgranaten unschädlich gemacht. Zu propagandistischen Zwecken wurde die italienische Fahne auf dem Gipfel des Amba Aradam jedoch von Schwarzhemden der Division-CC.NN. „XXIII Marzo“ gehisst, was zu Spannungen zwischen Heer und Miliz führte. In der anschließenden Zweiten Tembienschlacht war die Division zwischen dem 26. und 27. Februar an der Besetzung des Amba Uork und am 28. Februar an der Inbesitznahme des 3438 m hohen Amba Alagi beteiligt. Nach der Eroberung des Amba Uork durch ausgewählte Alpinisten des VII. Marschbataillons wurde das Bataillon wenig später in Alpini-Bataillon „Uork Amba“ umbenannt.

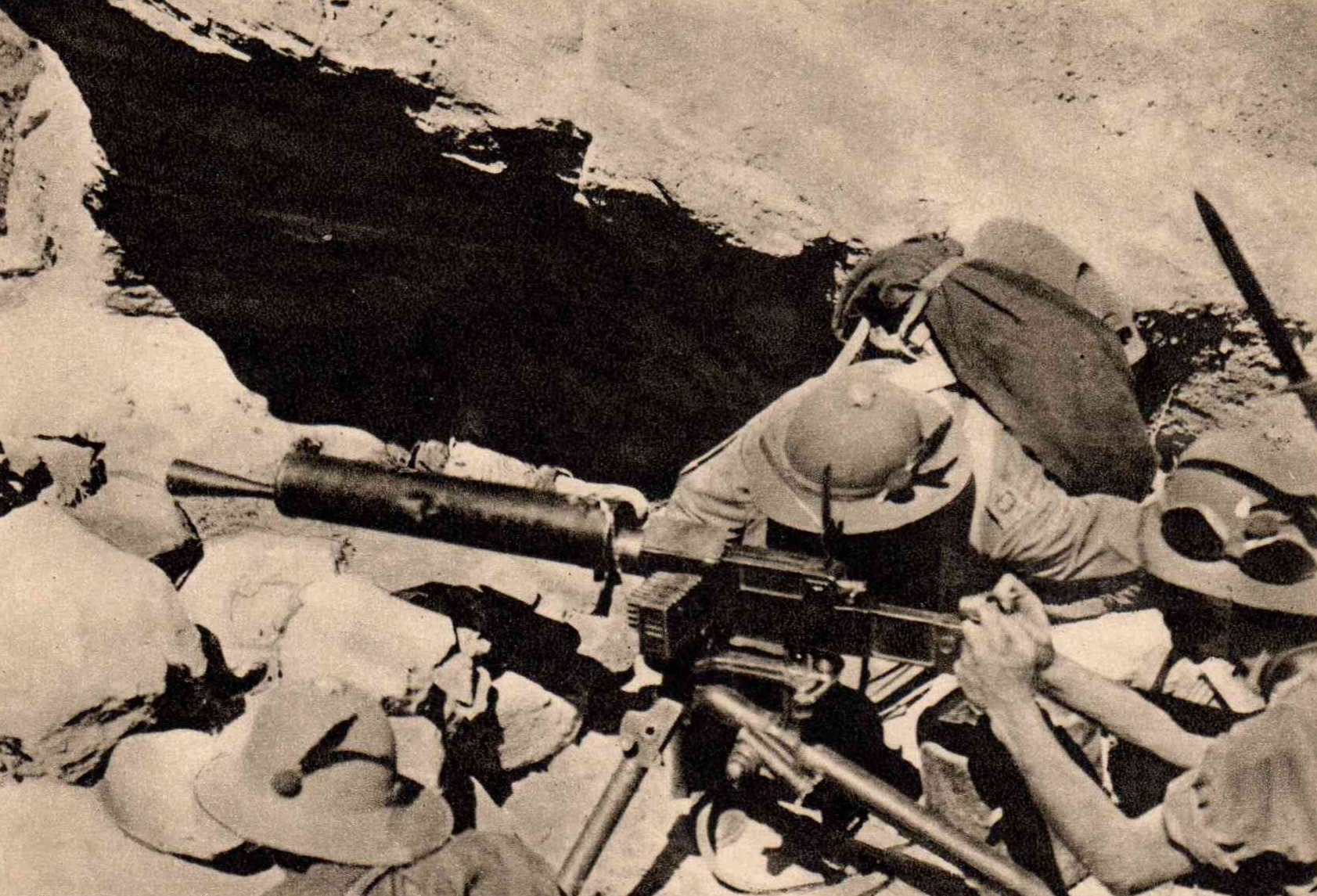
Alpini bei den Gefechten um den Amba Aradam in Abessinien

Mitte März ließ Oberbefehlshaber Badoglio die 5. Alpini-Division „Pusteria“ mit der 1. und 2. Eritrea-Division Richtung Süden vorrücken, um die Reste des äthiopischen Heeres in der Ebene bei Mai Ceu nördlich des Ashangisee zu zerschlagen. Haile Selassie kam dem Angriff jedoch am 31. März zuvor. In der Schlacht von Mai Ceu wurden die Alpini am Pass Mecan von den äthiopischen Truppen umzingelt und konnte sich erst durch einen Gegenangriff aus der Umzingelung befreien. Ein letzter vom Negus befohlener Durchbruchsversuch der Kaiserlichen Garde konnte unter hohen Verlusten für die Angreifer abgewehrt werden. Nach zwei weiteren Tagen traten die Äthiopier endgültig den Rückzug an.
Nach dem Einmarsch der italienischen Truppen in Addis Abeba im Mai 1936 und dem offiziellen Ende des Feldzuges bekämpfte die Division die äthiopische Guerilla zunächst im Raum Dese 400 km nördlich von Addis Abeba und von Oktober bis Dezember im Raum Addis Abeba. Im Januar 1937 wurde sie nach Dekemhare in Eritrea verlegt, bevor sie ab Mitte Februar zurück nach Italien verschifft wurde. Etwa 5000 Mann, die ab Mitte September 1936 um ihre Entlassung gebeten hatten, blieben als Kolonisten in Italienisch-Ostafrika.
Im Gedenken an den Feldzug in Abessinien wurde 1938 das später umstrittene Alpini-Denkmal in Bruneck errichtet.

### Zweiter Weltkrieg

#### Schlacht in den Westalpen
Im September 1939 wurde die 5. Alpini-Division „Pusteria“ nach dem deutschen Überfall auf Polen zusammen mit der 2. Alpini-Division „Tridentina“ und 4. Alpini-Division „Cuneense“ dem neu aufgestellten Alpini-Korps unterstellt. Die Division wurde erst wenige Tage vor der italienischen Kriegserklärung an Frankreich und Großbritannien am 10. Juni 1940 nach Nordwestitalien in das obere Tal des Tanaro in den Ligurischen Alpen verlegt und direkt der 1. Armee unterstellt.
Am 18. Juni wurde sie in ihre Ausgangsstellungen am Oberlauf der Stura di Demonte verlegt. Der Aufmarsch war am 22. Juni abgeschlossen. Die Division befand sich nun entlang der südlich des Colle della Maddalena (1991 m) verlaufenden italienisch-französischen Grenze aufgereiht und überschritt sie am Morgen des 23. Juni. Ziel war das Talbecken von Jausiers. Die Schlacht in den Westalpen verlief wegen des in aller Eile befohlenen Angriffes, fehlender Aufklärung und damit verbundener unzureichender Ortskenntnisse nicht nach Plan. Zudem behinderte Neuschnee den Vormarsch. Als am 25. Juni in Ron der Waffenstillstand unterzeichnet wurde, hatten die Angriffsspitzen der Division nur wenige Kilometer zurückgelegt.
Bis Juli verblieb die Division rund um den Colle della Maddalena und wurde anschließend nach Mondovì abgezogen. Im September kehrte sie nach Südtirol zurück.

#### Griechisch-Italienischer Krieg
Ende November wurde die 5. Alpinidivision „Pusteria“ an die griechisch-italienische Front nach Südalbanien verlegt. Sie sollte im Zuge der griechischen Gegenoffensive die 9. Armee verstärken, wurde aber schließlich vom Befehlshaber des Oberkommandos der Streitkräfte in Albanien, Ubaldo Soddu, dem VIII. Armeekorps der 11. Armee unterstellt und dem Frontabschnitt an der Nahtstelle zur 9. Armee südöstlich von Berat im Tal des Osum zugewiesen.
Da die einzelnen Verbände schrittweise verlegt wurden, wurden sie zunächst voneinander unabhängig an verschiedenen Brennpunkten der Front zwischen dem Tal der Vjosa und dem Tal des Osum eingesetzt. Um die Verbände schnell an die Front werfen zu können, blieben die Divisionsartillerie und die Nachschubeinheiten zurück, was den Kampfwert der Truppe stark reduzierte. Anfang Dezember 1941 stand allein das 7. Alpini-Regiment mit zwei Bataillonen am Osum im Raum Çorovoda und wehrte auf einer Frontbreite von 25 km mit Mühen die Angriffe der griechischen 11. Infanterie-Division ab. Nachdem der Divisionskommandeur General Amedeo De Cia erklärt hatte, die Front zurücknehmen zu wollen, wurde er vom Befehlshaber der 11. Armee Generale d’Armata Carlo Geloso angehalten, die Front um jeden Preis zu halten. Da die anstürmenden griechischen Regimenter ebenfalls schwere Verluste zu verzeichnen hatten, erlahmte der Angriff schließlich nach vier Tagen. In der zweiten Dezemberhälfte wiederholten die Griechen nach der Heranführung neuer Kräfte die Angriffe. Erneut konnten die Verbände der Division einen Durchbruch durch das Tal des Osum verhindern. Anfang Januar 1941 wurde die Division dem IV. Armeekorps unterstellt. Sie stand nun zwischen Çorovoda und Poliçan an den Ausläufern des Tomorr (2415 m) an der Nahtstelle zur 9. Armee. Während der sogenannten Schlacht um Berat im Januar 1941 wehrte die Division unter ihrem neuen Kommandeur, General Giovanni Esposito, erneut griechische Vorstöße im Bereich des Tals des Osum ab. Damit waren die Offensivbemühungen der griechischen Armee endgültig zum Erliegen gekommen.
Während der von Mussolini angeordneten italienischen Frühjahrsoffensive im März 1941 befand sich die 5. Alpinidivision „Pusteria“ am äußersten linken Rand des Angriffsbereichs. Nach anfänglichen Erfolgen blieb auch hier der Angriff nach wenigen Tagen schließlich stecken. Nach Beginn des Balkanfeldzuges durch die Achsenmächte am 6. April befahl der Oberbefehlshaber der italienischen Streitkräfte in Albanien, General Ugo Cavallero, der 5. Alpinidivision „Pusteria“ am 14. April in Richtung Erseka vorzurücken. Nach vier Tagen brach der letzte griechische Widerstand zusammen und am 19. wurde Erseka erreicht. Bei Inkrafttreten des Waffenstillstandes am 23. April 1941 stand die Division knapp jenseits der albanisch-griechischen Grenze bei Konitsa im Epirus. Während des etwa fünfmonatigen Griechenlandfeldzuges hatte die Division über 2500 Ausfälle zu verzeichnen, davon fast 400 Tote.
Am 27. April wurde die Division aus Griechenland abgezogen. Am 3. Mai erreichte sie Qukës im Osten Albaniens und wurde dort aufgefrischt.

#### Partisanenkrieg in Montenegro
Nach Ausbruch des Aufstandes gegen die italienische Besetzung Montenegros am 13. Juli 1941, wurden drei Tage später das 11. Alpini-Regiment nach Podgorica verlegt, um die bedrängten italienischen Besatzungstruppen zu verstärken. Vor dem Einsatz ordnete der Divisionskommandeur Esposito unter anderem an, jeden in Waffen gefangen genommenen Einwohner unabhängig seines Geschlechts zu erschießen.
Die Partisanenbekämpfung konzentrierte sich zunächst auf die Küstenregionen des Landes. Am 21. Juli wurde der Belagerungsring rund um Cetinje gesprengt, während das 7. Alpini-Regiment in der Umgebung von Bar in schwere Kämpfe verwickelt war. Auf den unerwartet heftigen Widerstand antwortete man mit dem koordinierten Einsatz der italienischen Luftstreitkräfte und mit Repressalien gegen die Zivilbevölkerung, die nach Ansicht des Divisionsstabes einen wesentlichen Beitrag im Kampf gegen die italienischen Besatzungstruppen leisteten. Zudem wurden Teile der Bevölkerung als Geiseln in italienische Konzentrationslager gesteckt. Um der Sabotageangriffe Herr zu werden, drohte man mit der Beschlagnahme von Vieh und im Wiederholungsfall mit der Verhaftung der männlichen Bevölkerung.
Ab August durchkämmten die Verbände der Division das Landesinnere. Im September wurde das Hauptquartier der Division in Pljevlja im Norden Montenegros eingerichtet. Bis zum Oktober waren alle Truppen der Division im nordwestlichen Teil der Region Sandžak stationiert worden. In der Nacht vom 30. November auf den 1. Dezember wurde die Alpini in Pljevlja von Verbänden der montenegrinischen Volksbefreiungsarmee unter dem Kommando von Arso Jovanović angegriffen. Der von neun Bataillonen der Volksbefreiungsarmee geführte Angriff konnte unter hohen Verlusten für beide Seiten nach 16 Stunden zurückgeworfen werden. Als Repressalie wurden am 2. Dezember in Pljevlja alle in die Hände gefallenen Partisanen und 74 Zivilisten erschossen. Am 6. Dezember wurden nach einem Partisanenangriff auf eine Kompanie des Alpini-Bataillons „Belluno“, die dabei fast vollständig aufgerieben wurde, mehrere Dörfer niedergebrannt und weitere Zivilisten erschossen. Nach der Erschießung mehrerer Divisionsangehöriger durch Partisanen in der Umgebung von Rudo Ende Dezember 1941, ordnete der Oberbefehlshaber der italienischen Truppen in Montenegro, General Alessandro Pirzio Biroli, als Vergeltung die Erschießung von 10 Geiseln für jeden getöteten Soldaten und von 50 Geiseln für jeden getöteten Offizier an.
Nach der Schlacht von Pljevlja wurden die Verbände der 5. Alpini-Division „Pusteria“ auf die vier Orte Pljevlja, Prijepolje, Priboj und Višegrad zusammengezogen. Anfang 1942 wurde der Guerillakrieg mit den Tito-Partisanen in der Region Sandžak in aller Härte fortgesetzt. Divisionskommandeur Esposito griff im Kampf gegen die kommunistischen Partisanen dabei zunehmend auf die Kooperation mit den Tschetniks zurück.
Die im Bandenkampf erfahrene Division wurde im April 1942 mit weiteren italienischen und deutschen Divisionen für die in Kroatien und Bosnien geplante Aktion „Trio“ unter dem Kommando von General Paul Bader abgestellt. Zwischen dem 26. und 30. April 1942 konnte das von den Partisanen kontrollierte Rogatica im Osten Bosniens eingenommen werden, allerdings gelang dem Großteil der Partisanen die Flucht. Die Hauptlast des Angriffes trug die 5. Alpini-Division „Pusteria“, die von italienischen Luftstreitkräften unterstützt wurde. Während der anschließenden Aktion „Trio 2“ vom 10. bis 15. Mai nahm die Division zusammen mit deutschen Verbänden die Stadt Foča in Bosnien ein. In der Stadt hatte die Volksbefreiungsarmee ihr Hauptquartier eingerichtet.
Im Juni 1942 stand sie im Bandenkampf erneut in der Region Sandžak unter anderem entlang des Lim, bevor sie im August von der 1. Alpini-Division „Taurinese“ abgelöst und nach Italien zurückverlegt wurde.

#### Unternehmen Anton
Nach der Auffrischung im Piemont wurde die 5. Alpini-Division „Pusteria“ im November 1942 unter ihrem neuen Kommandeur Maurizio Lazzaro De Castiglioni im Zuge der Besetzung Vichy-Frankreichs, Deckname Unternehmen Anton, nach Südfrankreich verlegt. Nach Festlegung der Demarkationslinie mit den Deutschen lag die Division Anfang Dezember an der Côte d’Azur im Raum Saint-Maximin-la-Sainte-Baume. Sie sollte im Falle einer alliierten Landungsoperation an der Küste das Hinterland schützen, aber auch an der Küste unterstützend eingreifen.
Ende 1942 wurde die Division nach Savoyen in die Westalpen verlegt. Das Hauptquartier wurde in Grenoble aufgeschlagen. Aufgabe war nun die Bekämpfung der in der Region Savoyen stark vertretenen Résistance. Der Divisionskommandeur De Castiglioni beschränkte sich dabei vornehmlich auf die Aufrechterhaltung der öffentlichen Ordnung und vermied eine direkte bewaffnete Auseinandersetzung mit dem französischen Widerstand. Vereinzelt kam es aber im Frühjahr 1943 zu kleineren Feuergefechten mit der erstarkten Résistance, die in Savoyen etwa 3000 Kämpfer umfasste. In einen offenen Kontrast mit den Vertretern der Vichy-Regierung geriet man im Februar 1943 bezüglich der Verhaftung von Juden. Der Stab der Division widersetzte sich den von den französischen Präfekten angeordneten Verhaftungswelle vor allem in Valence, Chambéry und Annecy und verwies auf die Zuständigkeit der italienischen Besatzungstruppen. In ähnlicher Weise forderte man Anfang April 1943 vom Präfekten des Départements Isère die Übergabe der in Grenoble inhaftierten Juden, die für die Zwangsarbeit bei der Organisation Todt bestimmt waren. In der Frage folgte man der Vorgehensweise der 4. Armee, der die Division seit Januar 1943 unterstellt war.
Nach dem Sturz Mussolinis am 25. Juli 1943 rückte die 157. Reserve-Division der Wehrmacht Ende August 1943 in das von der 5. Alpini-Division „Pusteria“ kontrollierte Gebiet, was zu Spannungen führte. Die Proteste des Armeekommandos der 4. Armee über das nicht abgesprochene Vorgehen der Deutschen fanden jedoch kein Gehör bei den höheren Stellen. Als am 8. September der italienische Waffenstillstand mit den Alliierten verkündet wurde, befanden sich Teile der Division bereits auf dem Rückmarsch nach Italien. Der Divisionsstab in Grenoble ließ sich ohne Widerstand noch am 8. September von den Deutschen gefangen nehmen. Andere Einheiten der Division leisteten sporadisch Widerstand. Der Stab des 11. Alpini-Regiments wurde nach kurzer Gegenwehr in Chambéry übermannt. Anderen gelang die Flucht nach Italien.

## Kommandeure
- Generale di Divisione Luigi Negri Cesi (1936–1937)
- Generale di Brigata Amedeo De Cia (Juni 1940 – Januar 1941)
- Generale di Divisione Giovanni Esposito (Januar 1941 – Oktober 1942)
- Generale di Divisione Maurizio Lazzaro De Castiglioni (Oktober 1942 – September 1943)

Quelle

## Unterstellung und Gliederung

### Unterstellung
| - 1936 - I. Armeekorps - September 1939 - Alpini-Korps - Juni 1940 - direkt der 1. Armee unterstellt - Juli 1940 - II. Armeekorps, 1. Armee - August 1940 - Alpini-Korps, 6. Armee - September – Oktober 1940 - Alpini-Korps, 2. Armee - Dezember 1940 - VIII. Armeekorps, 11. Armee - Januar – April 1941 - IV. Armeekorps, 11. Armee | - Mai – Juni 1941 - XXVI. Armeekorps, 9. Armee - Juli 1941 - direkt dem Comando Superiore Forze Armate Albania (CSFA) unterstellt - August 1941 – Juni 1942 - XIV. Armeekorps, CSFA - Juli 1942 - direkt dem CSFA unterstellt - August – Dezember 1942 - I. Armeekorps, 4. Armee - Januar – August 1943 - direkt der 4. Armee unterstellt - September 1943 - XV. Armeekorps, 4. Armee |

Quelle

### Gliederung
| - 1936 - 7. Alpini-Regiment (Bataillone „Exilles“, „Feltre“, „Pieve di Teco“) - 11. Alpini-Regiment (Bataillone „Intra“, „Saluzzo“, „Trento“) - 5. Gebirgsartillerie-Regiment - VII. Marschbataillon - XI. Marschbataillon - 5. Genie-Kompanie - Sanitäts-Abteilung - Nachschub-Abteilung 10 - Transport-Abteilung 210 - chemische Kampfmittel-Kompanie | - 1940 - 7. Alpini-Regiment (Bataillone „Belluno“, „Feltre“, „Pieve di Cadore“) - 11. Alpini-Regiment (Bataillone „Bassano“, „Bolzano“, „Trento“) - 5. Gebirgsartillerie-Regiment - V. Genie-Bataillon - 85. chemische Kampfmittel-Kompanie - Sanitäts-Abteilung 304 - Nachschub-Abteilung 11 - Transport-Abteilung 208 | - 1941 in Montenegro noch ergänzt mit - 1. Alpini-Gruppe „Valle“ - X. CC.NN.-Gruppe - CVI. Grenztruppen-MG-Bataillon |

Quelle

## Kriegsverbrechen
Nach dem Ende des Zweiten Weltkrieges wurden mehrere Angehörige der Division von Jugoslawien und von Frankreich beschuldigt, Kriegsverbrechen begangen zu haben. In dem von den Westalliierten nach dem Krieg erstellten Verzeichnis über Kriegsverbrecher, Central Registry of War Criminals and Security Suspects (CROWCASS) sind der Divisionskommandeur General Giovanni Esposito und der Kommandeur des Alpini-Bataillons Bolzano, Oberst Gianni Cipriani, wegen Kriegsverbrechen in Montenegro aufgeführt. Frankreich forderte die Auslieferung von drei vermeintlichen Kriegsverbrechern. In zwei Fällen wurden Beschuldigungen wegen Folterungen im März 1943 erhoben und in einem Fall wegen verschiedener Kriegsverbrechen. Keiner der Beschuldigten wurde weder nach Frankreich oder Jugoslawien ausgeliefert noch in Italien angeklagt.